# Wasserstraßen- und Schifffahrtsamt Nürnberg
Das Wasserstraßen- und Schifffahrtsamt Nürnberg (WSA Nürnberg) war ein Wasserstraßen- und Schifffahrtsamt in Deutschland. Es gehörte zum Dienstbereich der Generaldirektion Wasserstraßen und Schifffahrt, vormals Wasser- und Schifffahrtsdirektion Süd.
Durch die Zusammenlegung der Wasserstraßen- und Schifffahrtsämter Nürnberg und Regensburg ging es am 2. Mai 2019 im neuen Wasserstraßen- und Schifffahrtsamt Donau MDK auf.

## Zuständigkeit

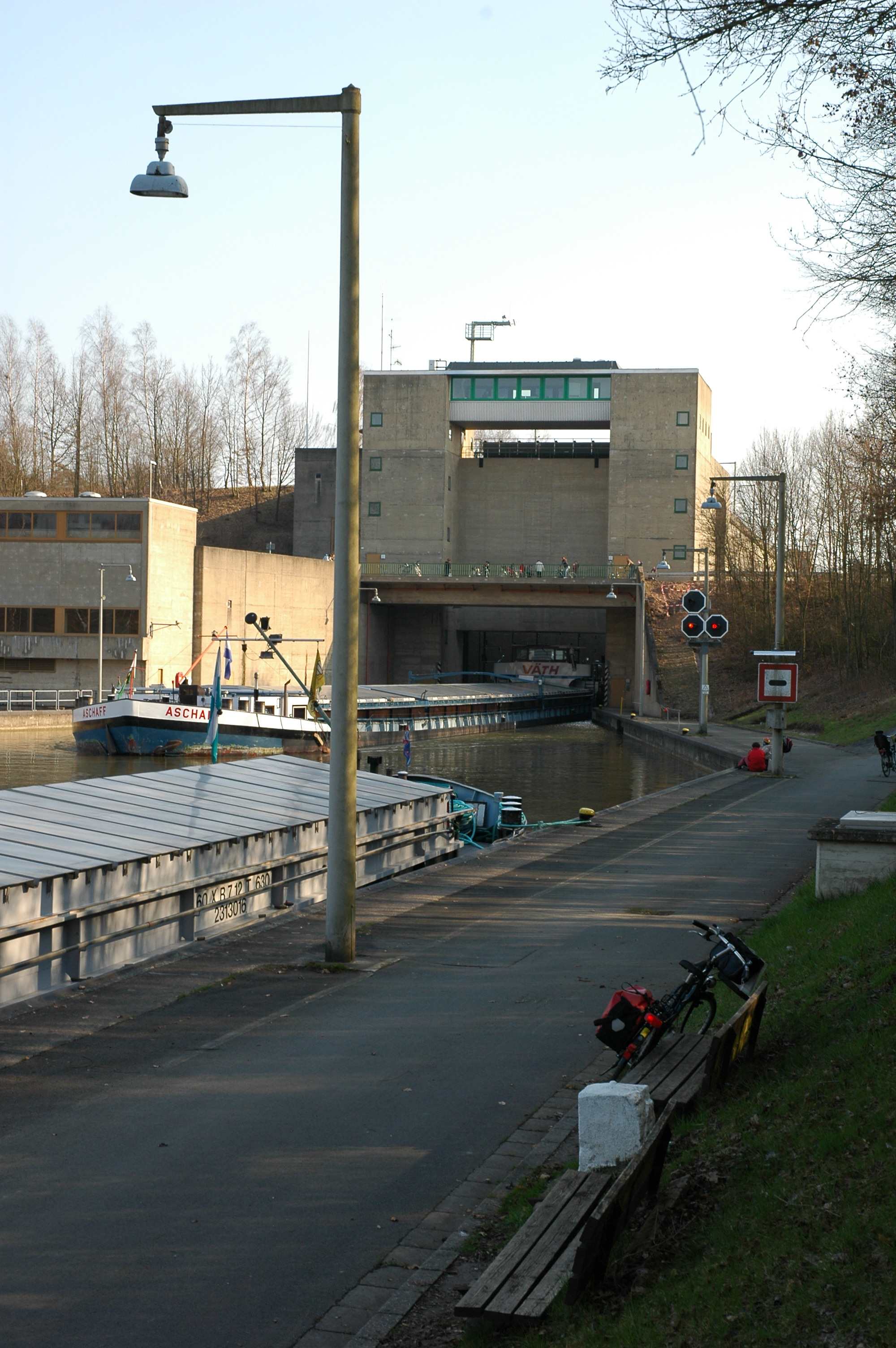
Schleuse Kriegenbrunn

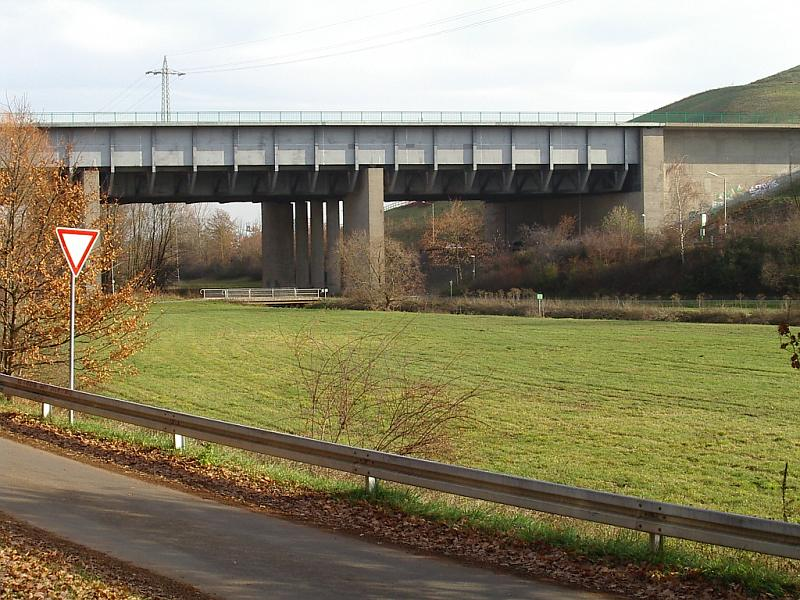
Kanalbrücke über das Zenntal

Das Wasserstraßen- und Schifffahrtsamt Nürnberg war zuständig für den Main-Donau-Kanal.

## Aufgaben
Zu den Aufgaben des Wasserstraßen- und Schifffahrtsamtes Nürnberg gehörten:
- Unterhaltung der Bundeswasserstraßen im Amtsbereich
- Betrieb und Unterhaltung baulicher Anlagen wie z. B. Schleusen und Brücken
- Aus- und Neubau
- Unterhaltung und Betrieb der Schifffahrtszeichen
- Messung von Wasserständen
- Übernahme strom- und schifffahrtspolizeilicher Aufgaben.

## Außenbezirke

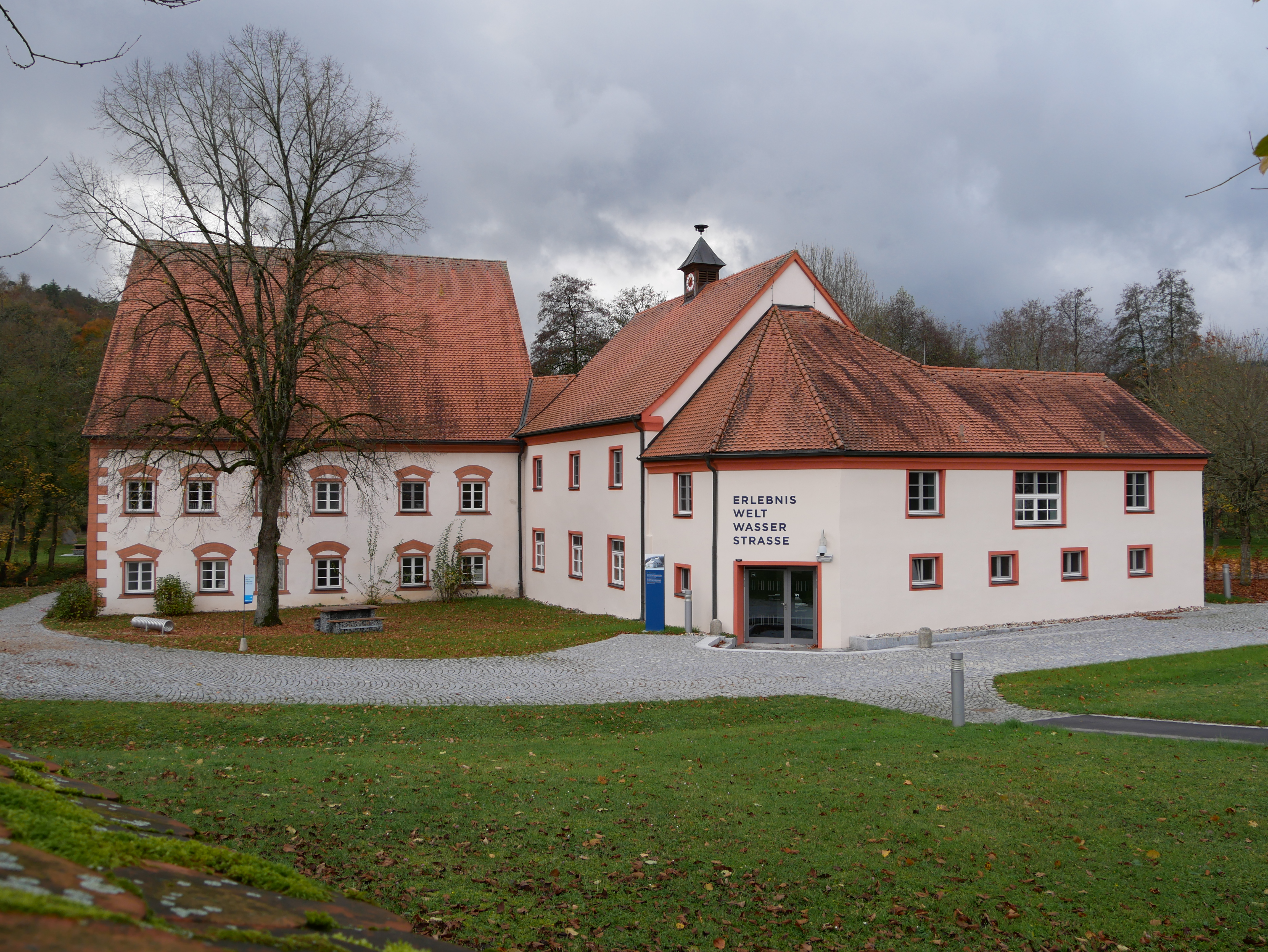
Gebäude der Gösselthalmühle

Die Außenbezirke in Neuses, Nürnberg, Hilpoltstein und Riedenburg sowie der Bauhof Nürnberg wurden dem neuen WSA Donau MDK unterstellt.
In der Zuständigkeit des Außenbezirks Riedenburg befindet sich die Betriebszentrale Gösselthalmühle, die für die Wasserbewirtschaftung des Kanals, für die über insgesamt fünf Pumpwerke Wasser aus der Altmühl und Donau entnommen werden kann, zuständig war.
Im Gebäude der Gösselthalmühle ist seit 2012 auch die Revierzentrale Gösselthal untergebracht, die für über 700 km Wasserstraßen mit dem Main-Donau-Kanal und den Flüssen Main (oberhalb von Hanau) und Donau (bei Passau) zuständig ist.

## Leitzentralen
Zum Wasserstraßen- und Schifffahrtsamt Nürnberg gehörten die Leitzentralen in Neuses, Kriegenbrunn, Hilpoltstein und Dietfurt. Von dort aus wurden jeweils vier Schleusen gleichzeitig ferngesteuert und betreut.

## Kleinfahrzeugkennzeichen
Den Kleinfahrzeugen im Bereich des Wasserstraßen- und Schifffahrtsamtes Nürnberg wurden Kleinfahrzeugkennzeichen mit der Kennung N zugewiesen.